# Écluse amont de Wootton

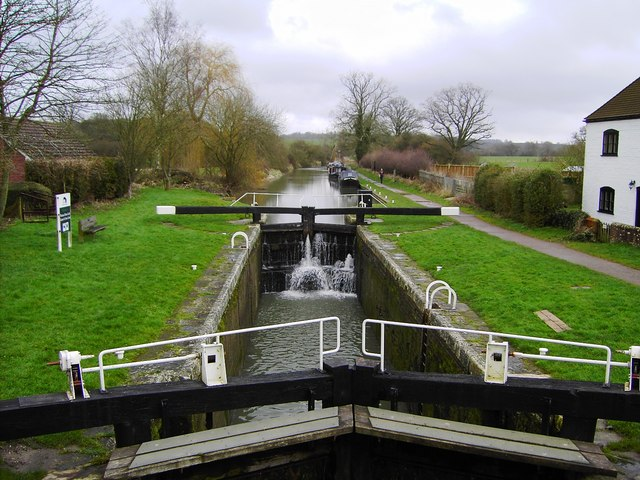
Écluse amont de Wootton

L’écluse amont de Wootton (anciennement connu sous le nom d’écluse de Cadley) est une écluse sur le canal Kennet et Avon, à Wootton Rivers, dans le Wiltshire, en Angleterre.

L’écluse amont de Wootton a été construite entre 1718 et 1723 sous la supervision de l'ingénieur John Hore de Newbury. Le canal est administré par la British Waterways. L’écluse permet de franchir un dénivelé de 2,43 m (8 pi).
A l’est de cette écluse se trouve le sommet du canal à 137 m (450 pi) au-dessus du niveau de la mer. En aval, dans la même commune se trouvent les écluses de Brimslade, de Heathy Close, de Wootton Rivers.